# ゴースト・キネマ 1993-1997
ゴースト・キネマ 1993-1997（GHOST KINEMA 1993-1997）は、1997年12月12日に発売された、ソウル・フラワー・ユニオンのVIDEO CLIP集。当初はVHSで発売されたが、のちにDVD化された。

## 解説
1993年のファースト・シングル「世界市民はすべての旗を降ろす」から、1997年の「宇宙フーテン・スイング」までの期間のプロモーション・ビデオをまとめた、ソウル・フラワー・ユニオン初の映像作品。

## 収録曲
1. 宇宙フーテン・スイング COSMIC FUTEN SWING
2. エエジャナイカ EEJYANAIKA (NEVER MIND)
3. 向い風 MUKAIKAZE (HEAD WIND)
4. さよならだけの路地裏 ROZIURA (GOOD-BYE AT THE BACK ALLEY)
5. 海行かば 山行かば 踊るかばね UMI YUKABA YAMA YUKABA ODORU KABANE (GO THE SEA, GO THE MOUNTAINS, THE DEAD BODIES ARE DANCING)
6. 満月の夕 MANGETSU NO YUBE (A FULL MOON EVENING)
7. ジャングル・ブギ JUNGLE BOOGIE
8. もののけと遊ぶ庭 MONONOKE (A GARDEN TO PLAY WITH GHOSTS)
9. 世界市民はすべての旗を降ろす SEKAI SIMIN (CITIZEN OF THE WORLD TAKE DOWN ALL THEIR FLAGS)
10. アマノガワ・フローズン・ギター〜チェジュドタリョン (済州島打令)  AMANOGAWA FROZEN GUITAR - CHEJYUDO TARYON

## 備考
- M-7 笠置シヅ子 のカバー
- M-10「チェジュドタリョン (済州島打令) 」は朝鮮民謡